# 天津市人民政府驻福州办事处
天津市人民政府驻福州办事处，是中华人民共和国天津市人民政府驻福州市的办事处，该办事处负责领导联络协调、招商引资、信息调研、对外宣传、接待服务以及服务驻福州市天津企业等相关事项。该办事处为副局级单位。

## 历史沿革
历史上，1982年11月至1994年10月期间，天津市人民政府建立了驻福州和驻厦门办事处。2001年，原天津市人民政府驻厦门市办事处合并到天津市人民政府驻福州市办事处并对外保留原来的牌子，经过调整后保留了天津市人民政府驻福州市办事处。2003年，保留天津市人民政府驻福州市办事处。 

## 联系区域
目前，天津市人民政府驻福州办事处负责联系福建省和江西省两省。